# النهر الأسود (مقاطعة)
النهر الأسود (بالفرنسية: Rivière Noire)‏ اسم ثالث مقاطعات موريشيوس من حيث المساحة، وأصغرها من حيث عدد السكان، وتقع في الجنوب الغربي من الجزيرة الرئيسية. عاصمتها بامبوس، وفي السابق كانت تامارين ولفترة طويلة، ثم غيرت لبعدها عن السكان القرويين. تستمد المنطقة اسمها من قلة سقوط الأمطار. وتعد المقاطعة الأكثر جفافا في موريشيوس.
هي قرية ساحلية من فليك إن فلاك. هناك ساحل تامارين، الذي يعد المكان الوحيد في الجزيرة لممارسة رياضة ركوب الأمواج.
اعتبارا من تعداد عام 2010، يبلغ عدد سكانها 76627 نسمة، منطقة تبلغ مساحتها 259 كم²، والكثافة السكانية - 233,93 / كم². منطقة شبه الجزيرة هي - لو مورن برابانت، المشهد الثقافي الذي أدرج في عام 2008 في قائمة اليونسكو للتراث العالمي.